# 27790 Urashimataro
27790 Urashimataro este o planetă minoră (asteroid), cu un diametru de 11,394 km, din centura de asteroizi. A fost descoperită pe 13 februarie 1993 la Geisei observatory⁠(d) de Tsutomu Seki și a fost numită după Urashima Tarō⁠(d). 
Obiectul prezintă o orbită caracterizată de o semiaxă mare de 3,1705762 UAi, o excentricitate de 0,06, o înclinație de 10,25399 ° în raport cu ecliptica.